# Ukiha
Ukiha (japanisch うきは市, -shi) ist eine Stadt in der Präfektur Fukuoka in Japan.

## Geographie
Ukiha liegt südlich von Asakura und östlich von Kurume.

## Geschichte
Die Stadt wurde am 20. März 2005 aus den Orten Ukiha (浮羽町) und Yoshii (吉井町) gegründet.

## Verkehr
- Straßen:
  - Nationalstraße 210
- Eisenbahn:
  - JR Kyūdai-Hauptlinie: nach Ōita oder Kurume

## Söhne und Töchter der Stadt
- Shin’ya Izumi (* 1937), Staatsminister und Abgeordneter
- Kikutake Sunao (1880–1937), Journalist

## Weblinks

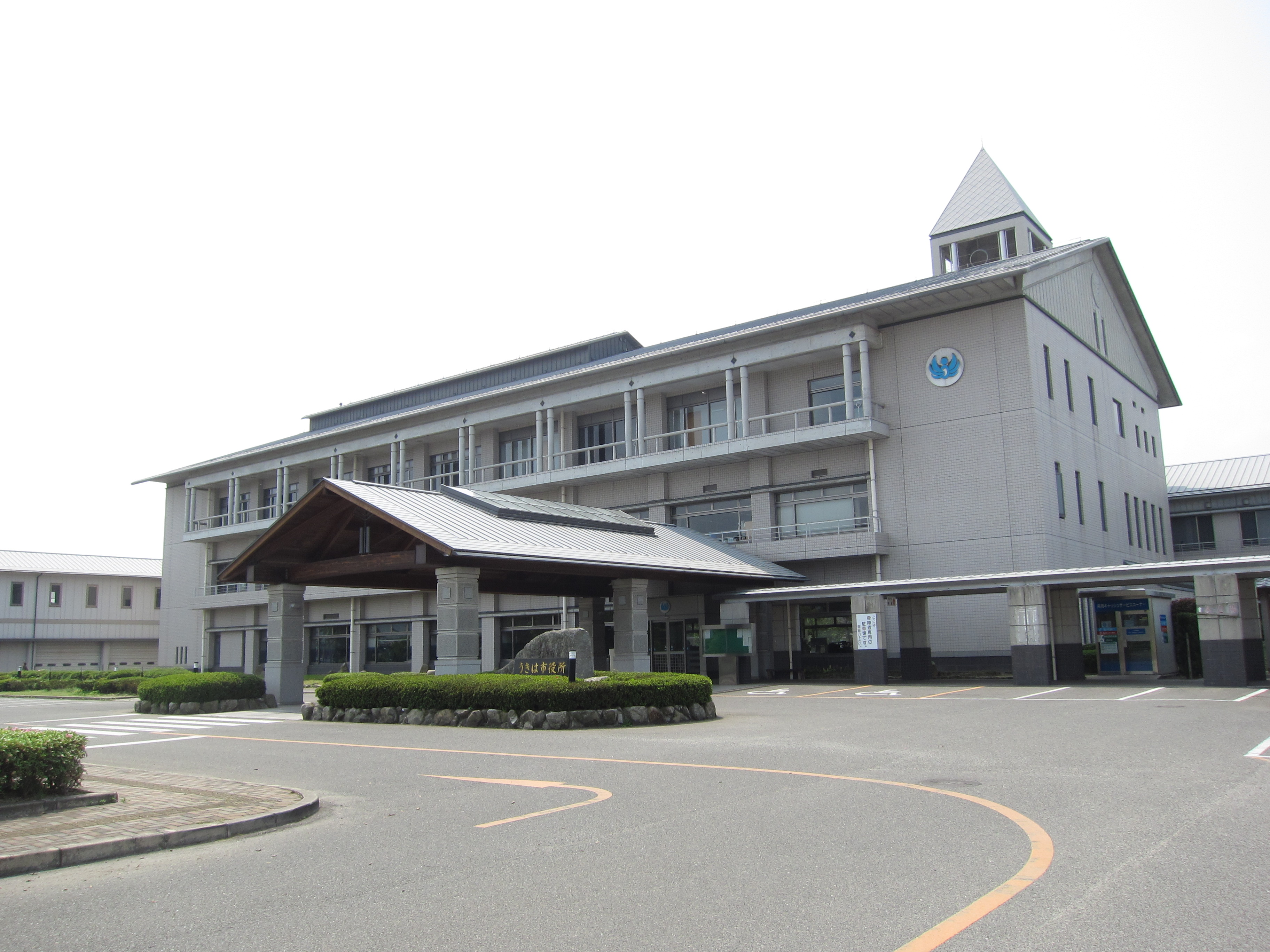
Rathaus von Ukiha

## Angrenzende Städte und Gemeinden
- Präfektur Fukuoka
  - Kurume
  - Asakura
- Präfektur Ōita
  - Hita